# Corydalis vaginans
Corydalis vaginans är en vallmoväxtart som beskrevs av John Forbes Royle. Enligt Catalogue of Life ingår Corydalis vaginans i släktet nunneörter och familjen vallmoväxter, men enligt Dyntaxa är tillhörigheten istället släktet nunneörter och familjen vallmoväxter. Arten förekommer tillfälligt i Sverige, men reproducerar sig inte. Utöver nominatformen finns också underarten C. v. jadagangensis.